# Bec de coral gorja-roig
El bec de coral gorja-roig (Paludipasser locustella) és un ocell de la família dels estríldids (Estrildidae) i única espècie del gènere Paludipasser Neave, 1909

## Hàbitat i distribució
Habita praderies del Senegal, Gàmbia, sud de Mauritània, sud de Mali, Burkina Faso, Guinea Bissau, Guinea, Sierra Leone, Libèria, Costa d'Ivori, Ghana, Togo, Benín, Nigèria, Camerun, Txad, centre i sud-est del Sudan, oest d'Etiòpia, Eritrea, extrem nord-est de la República Democràtica del Congo, Uganda, Kenya, Angola, Zàmbia, Tanzània, Malawi, nord-est de Namíbia, nord de Botswana, Zimbabwe, Moçambic i est i sud de Sud-àfrica.